# Canned Heat
A Canned Heat blues-rock és boogie-rock együttes 1965-ben alakult Los Angelesben (Kalifornia, 
Amerikai Egyesült Államok). A nevüket Tommy Johnson (1896 – 1956) amerikai delta blues zenész 1928-ban komponált Canned Heat Blues című dalának címe alapján vették fel.
Az alapító tagok – a jellegzetes hangú Alan „Blind Owl” Christie Wilson (1943. július 4. – 1970. szeptember 3.) énekes, gitáros, harmonikás és Bob „The Bear” Hite (1943. február 26. – 1981. április 5.) énekes, harmonikás, fuvolás, dalszerző – nem csak szerették és játszották a blues-t, hanem igyekeztek megismertetni a  blues-típusú zenét és a régi blues-előadókat a közönséggel.

## Az együttes története
Henry Charles Vestine (vagy Harvey Mandel) (1944. december 25. – 1997. október 20.), 
becenevén „The Sunflower” szólógitáros, Larry „The Mole” Taylor (született Samuel Taylor, 1942. június 26., New York) basszusgitáros és  Adolfo "Fito" de la Parra (1946. február 3., Mexikóváros) mexikói dobos csatlakozott a két alapító taghoz, ezzel megalakult a Canned Heat első formációja.
A zenekar a University of California-ban mutatkozott be. A Los Angeles-i Kaleidoscope klub tulajdonosa egy évre szerződteti őket, Skyp Taylor menedzser pedig beajánlja a zenekart a Liberty Recordshoz.
Az első, Canned Heat című albumuk 1967-ben jelenik meg, mérsékelt sikerrel, de a Monterey-i Pop Fesztiválon, 1967. június 17-én már óriási sikerük van. 1968 szeptemberében európai turnén vesznek részt. Az 1969 augusztusában megrendezett Woodstocki fesztiválon óriási sikert érnek el. 1970-ben részt vesznek a White sziget-i fesztiválon, koncerteznek Amszterdamban és Montreux-ben is. A hollandiai koncertjükről Roman Polański filmet is forgat.
1970. szeptember 3-án Topanga Canyonban (Kalifornia, USA) kábítószer-túladagolásban, 27 éves korában meghalt Alan Wilson. Állítólag előtte már két alkalommal is megkísérelt öngyilkosságot, de ez nem bizonyítja, hogy a halálának az oka öngyilkosságra utalna. Utolsó munkája a John Lee Hookerrel készített albumon való részvétel.
Wilson halálát tagcserék sorozata követte, ma egyedül Adolfo „Fito” de la Parra az egyetlen tagja az eredeti felállásnak, aki 2000-ben megírta a zenekar pályafutásáról szóló könyvet: Living the Blues: Canned Heat's Story of Music, Drugs, Death, Sex and Survival-t. A szerzőtársai T. W. McGarry és Marlane McGarry voltak.
A blues népszerűsége a késő ’70-es és korai ’80-as években emelkedett, ami a Blues Brothers című  filmnek (főszereplők: Dan Aykroyd és John Belushi) is köszönhető. 1979-ben Bob Hite és Mike Mann gitáros Burger Brothers néven fellépett a Woodstocki Fesztivál 10. évfordulóján, amit Parr Meadowsban  rendeztek meg. A „fivérek”-hez Jay Ige vak zongorista csatlakozott.
1981. április 5-én, 38 éves korában, heroin-túladagolás miatt Adolfo „Fito” de la Parra házában (Palomino, Los Angeles) meghalt Bob Hite. A halálát szinte katasztrófaként élte meg a zenekar. A tiszteletére már 1981-ben megjelent az In Memory of Bob „The Bear” Hite 1943-1981 – „Don't Forget To Boogie” című album. Az irányítást Adolfo de la Parra veszi át, és biztosítja a sikereket az elkövetkezendő évtizedekben.
1997. október 20-án egy európai turné végállomásán, Párizsban elhunyt Henry Vestine. A halál oka: rák.

## A Canned Heat ma
A zenekar ma is népszerű. Belgiumban Walter de Paduwa,  becenevén Dr. Boogie segítségével de la Parra kiadta a Canned Heat összegyűjtött, kiadatlan dalait: 2000-ben The Boogie House Tapes Vol. 1, (2000), The Boogie House Tapes Vol. 2, (2004), Dr. Boogie Presents Rarities from the Bob Hite Vaults, (2008). Az albumok dalait minden vasárnap este játszotta a Radio Classic 1. A zenekar és  vendégei, John Lee Hooker, Taj Mahal, Walter Trout, Corey Stevens, Roy Rogers, Eric Clapton és Dr. John szintén készítettek stúdióalbumokat. 2009-ben a zenekar részt vett a Woodstocki fesztivál 40. évfordulóján rendezett Heroes of Woodstock Tour-on. 
 2009. február 19-én szívrohamban elhunyt az együttes egykori basszusgitárosa, Antonio De La Barreda.

## Az együttes tagjai

### Jelenlegi tagok
- Adolfo "Fito" de la Parra – dobok
- Barry Levenson – gitár
- Greg Kage – basszusgitár
- Dale Spalding – gitár, harmonika, ének

### Korábbi tagok
Az együttesnek korábban, különböző időpontokban összesen 44 tagja volt.

## Diszkográfia

### Eredeti kiadások
- Canned Heat  (1967)
- Boogie with Canned Heat (1968)
- Living the Blues (1968)
- Hallelujah (1969)
- Future Blues (1970)
- Vintage (1970)
- Canned Heat '70 Concert Live In Europe (1970)
- Hooker 'N Heat (1970)
- Live At Topanga Corral (1971)
- Historical Figures and Ancient Heads (1971)
- The New Age (1973)
- One More River to Cross (1973)
- Memphis Heat (1974)
- Gates On Heat (1974)
- Human Condition  (1978)
- Captured live (1980)
- Hooker'n'Heat, Live at the Fox Venice Theatre (1981)
- Kings of the Boogie (Dog House Blues) (1981)
- The Heat Brothers '84 (1984)
- Infinite Boogie  (1986)
- Boogie Up The Country (1987)
- Reheated (1988)
- Burnin' live (1991)
- Boogie Assault ; reissues Live in Oz  (1991)
- Canned Heat Live  (1993)
- Internal Combustion  (1994)
- King Biscuit Flower Hour (1995)
- Live at Turku Festival  (1995)
- Canned Heat Blues Band  (1996)
- The Ties That Bind  (1997)
- House of Blue Lights (1998)
- Boogie 2000  (1999)
- The Boogie House Tapes  (2000)
- Friends in the Can  (2003)
- The USA Sessions  (2003)
- The Boogie House Tapes Volume 2  (2004)
- Under Dutch Skies  (2007)
- Christmas Album (2007)

## Fordítás
- Ez a szócikk részben vagy egészben  a   Canned Heat című angol Wikipédia-szócikk fordításán alapul.  Az eredeti cikk szerkesztőit annak laptörténete sorolja fel. Ez a jelzés csupán a megfogalmazás eredetét és a szerzői jogokat jelzi, nem szolgál a cikkben szereplő információk forrásmegjelöléseként.